# Veruno
Veruno (Vrum in piemontese, Vrumm in lombardo) è stato un comune italiano di 1 901 abitanti della provincia di Novara in Piemonte.
Dal 1º gennaio 2019 si è fuso con il comune di Gattico per dare vita al nuovo comune di Gattico-Veruno.

## Storia

### Simboli
Lo stemma del comune di Veruno si poteva blasonare:
Il gonfalone era un drappo partito di rosso e di azzurro.

## Società

### Evoluzione demografica
Abitanti censiti

### Istituzioni, enti e associazioni
Il paese ospita una clinica di riabilitazione e ricerca della Fondazione Salvatore Maugeri.

## Cultura

### Musica
Oltre ad essere sede dell'Orchestra Filarmonica Verunese, il paese organizza ogni anno il "Settembre musicale Verunese", con concerti di musica classica, jazz e rock progressivo, in particolare con la manifestazione, lunga tre giorni "2 Days Prog + 1".
L'organizzazione è a cura dell'associazione Ver1Musica.
Sul territorio è attiva dal 1914 la "Società Filarmonica Verunese".

## Amministrazione
Di seguito è presentata una tabella relativa alle amministrazioni che si sono succedute in questo comune.
| Periodo        | Periodo          | Primo cittadino    | Partito                                 | Carica  | Note  |
| -------------- | ---------------- | ------------------ | --------------------------------------- | ------- | ----- |
| 7 agosto 1985  | 5 luglio 1990    | Gualtiero Pastore  | Partito Socialista Democratico Italiano | Sindaco | [ 6 ] |
| 5 luglio 1990  | 3 novembre 1994  | Gualtiero Pastore  | Partito Socialista Democratico Italiano | Sindaco | [ 6 ] |
| 24 aprile 1995 | 14 giugno 1999   | Alberto Temporelli | -                                       | Sindaco | [ 6 ] |
| 14 giugno 1999 | 14 giugno 2004   | Alberto Temporelli | -                                       | Sindaco | [ 6 ] |
| 14 giugno 2004 | 8 giugno 2009    | Gualtiero Pastore  | lista civica                            | Sindaco | [ 6 ] |
| 8 giugno 2009  | 12 giugno 2014   | Gualtiero Pastore  | lista civica                            | Sindaco | [ 6 ] |
| 12 giugno 2014 | 31 dicembre 2018 | Gualtiero Pastore  | lista civica: tromba su bandiera        | Sindaco | [ 6 ] |

## Sport

### Calcio
La squadra di calcio della città è la Polisportiva V.R. Veruno 1989 A.S.D. che gioca nel girone A piemontese e valdostano di 2ª Categoria. È nata nel 1989. I suoi colori sociali sono: il bianco ed il rosso.